# Дзьоба-Балян Роксолана Миронівна
Роксолана Миронівна Дзьоба-Балян (3 жовтня 1982) — українська лучниця. Майстер спорту України міжнародного класу. 
Займається стрільбою з лука у Львівському регіональному центрі з фізичної культури і спорту інвалідів «Інваспорт». Користується інвалідним візком.
Срібна призерка чемпіонату світу 2013 року. Учасниця чемпіонату світу 2015 року та чемпіонату Європи 2016 року.